# Proviantwagen 16
Der Proviantwagen 16 (später umbenannt in kleiner Feldwagen (Typ 95) (1916) oder kleiner Feldwagen (Typ 05) (1917), kleiner Feldwagen 16 (1921) und kleiner Feldwagen (Hf. 3) (1927)) war ein zwei- oder vierspännig gefahrenes Pferdefuhrwerk für die Gebirgstruppen ab 1915 und wurde bis zum Ende des Zweiten Weltkriegs eingesetzt.

## Entwicklung
Als im Frühjahr 1915 das Deutsche Alpenkorps aufgestellt wurde, lagen noch keinerlei Erfahrungen im Gebirgskrieg vor. Folglich erhielt auch das Alpenkorps standardmäßig die 7,7-cm-Feldkanone 96 n/A mit sechsspännigen Munitionswagen, deren Spurweite von 1,50 m aber nicht für das Gelände der Alpen geeignet war. Deshalb mussten die Formationen mit einem kleinen Proviantwagen nach der Bauart des leichten Proviantwagens 95 n/K ausgerüstet werden. Ab 1916 kamen diese Fahrzeuge zur Truppe und gemäß dem Allgemeinen Kriegsdepartement Nr. 1485/12.16.A 4. wurde mit Wirkung vom 28. Januar 1917 die Bezeichnung Kleiner Proviantwagen 16 in Kleiner Feldwagen geändert.

## Produktion
Im Verlauf der Serienfertigung gab es immer wieder Änderungen und Verbesserungen. So unterschied man in einer Verordnung vom 22. Juli 1918 zwischen Kleiner Feldwagen (Typ 95) und Kleiner Feldwagen (Typ 05). Der Typ 95 waren die Fahrzeuge älterer Fertigung, die nach dem Muster des Feldwagens 95 hergestellt wurden. Diese Fahrzeuge hatten einen kleineren Laderaum und drei Spriegel für die Plane. Der Typ 05 hingegen waren Fahrzeuge nach dem Muster des schweren Feldwagens 05 mit einem größeren Laderaum und vier Spriegeln für die Plane. Weiterhin waren die Ober- und Unterbäume verstärkt und für den Fahrer gab es Armlehnen.
Ab Mai 1921 erhielt der Typ 05 kleine Feldwagenräder mit einer Radreifenbreite von 55 mm.
| Firma                                                                    | Ort          |
| ------------------------------------------------------------------------ | ------------ |
| Bleich-Betriebs-Gesellschaft Friedrich Wilhelm Bleich                    | Brackwede    |
| Landeslieferungsgenossenschaft für das sächsische Tischlerhandwerk eGmbH | Dresden      |
| Maschinen- und Gerätefabrik C. A. Klinger AG                             | Stolpen      |
| Wagenbauanstalt und Karosseriefabrik Robert Bär                          | Rothnaußlitz |

## Technische Daten
Der Proviantwagen 16 war ein zweiachsiges Fahrzeug, das nach dem Protznagelsystem gebaut wurde. Er bestand aus einem Vorderwagen- und Hinterwagengestell sowie einem Wagenkasten. Diese drei Teile wurden durch Protzverbindungen zusammengehalten.
Die Teile des Vorderwagengestells bestanden aus einer Achse mit zwei Holzspeichenrädern und Stahlnabe. Weiterhin gehörten die Deichselarme mit Protznagel, Hinterbracken und Ortscheiten dazu. Damit sich die Vorderachse in Kurven drehen konnte, war sie an einem Lenk- und Gleitkranz angebracht. Dies ermöglichte einen Lenkungswinkel von 52° und einen Biegungswinkel von −16° bis +18°. Der Bocksitz war ein Sitzkasten mit einer Klapptür, in dem Teile wie die Einheitslaterne, Zubehör und Vorratssachen untergebracht werden konnten. Das Hinterwagengestell hatte genau wie das Vorderwagengestell eine Achse mit kleinen Feldwagenrädern. Allerdings war die Achse nicht beweglich.
Hauptzweck des Fahrzeugs war die Beförderung von Gegenständen des Heeresbedarfs jeglicher Art. Der Wagenkasten hatte ein Laderaumvolumen von 750 Kubikmeter und konnte mit einer wetterfesten Plane gegen die Witterung geschützt werden. Um die einzelnen Holzteile fester miteinander zu verbinden, wurden Stahlbeschläge eingebaut. Daran konnten auch Vorratsteile befestigt und transportiert werden.
Eine Variante des Typs 05 war der Kleine Feldwagen 16, gefedert. In der Wehrmacht erhielt das Fahrzeug die Bezeichnung Kleiner Feldwagen (Hf. 3), gefedert. Hier wurde mit einer Blattfederung empfindliche Ausrüstung im Fahrzeug geschützt. Allerdings verursachte die Federung starke Schwingungen des Wagenkastens, die zu Schäden am Fahrzeug führten. Deshalb wurde diese Variante des kleinen Feldwagen 16 nicht vielseitiger genutzt oder eingesetzt.

## Ausführungen des Hf. 3
Nach einer vom Aufstellung vom April 1943 wurde der Kleine Feldwagen (Hf. 3) noch in den folgenden Varianten verwendet:
| Bezeichnung                                  | Verwendung bei                                  | Preis           | Bemerkungen | Foto                |
| -------------------------------------------- | ----------------------------------------------- | --------------- | --- | ------------------- |
| Gerätwagen (Hf. 3)                           | Gebirgsartillerie Gebirgspioniere               | 1200 Reichsmark | |                     |
| Lastwagen (Hf. 3)                            | Gebirgsfahrkolonnen leichte Gebirgsfahrkolonnen | 1200 Reichsmark | |                     |
| Munitionswagen (Hf. 3)                       | Gebirgsartillerie                               | 1200 Reichsmark | |                     |
| Schanzzeugwagen (Hf. 3)                      | Gebirgsartillerie                               | 1200 Reichsmark | |                     |
| Verpflegungswagen (Hf. 3)                    | Gebirgsartillerie Gebirgsnachschub              | 1200 Reichsmark | |                     |
| Vorratswagen (Hf. 3)                         | Gebirgsartillerie                               | 1200 Reichsmark | |                     |
| Nachrichtengerätwagen (Hf. 3/1), gefedert    | Nachrichteneinheiten                            | 1300 Reichsmark | |                     |
| Leichter Fernsprechwagen (Hf. 3/2), gefedert | Nachrichteneinheiten Gebirgsjäger               | 1300 Reichsmark | |                     |
| Kleiner Gefechtswagen (Hf. 3/10)             | Infanterie Gebirgsjäger                         | 1280 Reichsmark | Der Kleine Gefechtswagen (Hf. 3/10) hatte an beiden Seiten des senkrechten Wagenkastens je ein Maschinengewehrkasten mit einem Maschinengewehr 08 oder 08/15. In der Mitte der hinteren Querschwelle und an der rechten und linken Seite des Unterbaumes befanden sich ein Zughaken zum Anhängen von Maschinengewehr-Handwagen. Dadurch konnte ein Handwagen zusätzlich mitgeführt werden. |                     |
| Kleiner Fahnenschmiedwagen (Hf. 3/12)        | Gebirgseinheiten                                | 1310 Reichsmark | Dieses Fahrzeug diente zum Transport des Veterinär- und Fahnenschmiedgeräts der Gebirgseinheiten. Wegen des hohen Gewichts des Geräts waren immer zwei Fahrzeuge nötig. | - Wagen 1 - Wagen 2 |

## Einsatz

### Einsatz im Kaiserreich
Ab 1916 gehörte der Kleine Proviantwagen 16 (ab 1917 Kleiner Feldwagen) zum Traingerät. Genutzt wurden die Fahrzeuge zum Transport von Material unter anderem bei den leichten Fahrkolonnen mit 15 Tonnen Tragfähigkeit. Andere Fahrzeugen wurden mit Kleinfunkgeräten ausgerüstet und waren Bestandteil der Stabsnachrichtenabteilungen der Division. Auch Maschinengewehrkompanien erhielten speziell umgebaute Fahrzeuge. Hierbei wurden Halterungen zur Aufnahme des Maschinengewehrs 08 oder 08/15 angebaut. Die Fahrzeuge bekamen dann die Bezeichnung Kleiner Feldwagen (M. G. 08) oder (M. G. 08/15).

### Einsatz bei der Reichswehr
Am 3. Februar 1921 teilte das Reichswehrministerium im Heeresverordnungsblatt mit, welche Verwendungen für den Kleinen Feldwagen 16 vorgesehen waren. Das waren:
- als kleiner Gefechtswagen für Maschinengewehr, Gerät und Munition in Jägerformationen
- als Pack-, Lebensmittel- und Futterwagen
- als Schanzzeug-, Truppensanitäts-, Waffenmeistergerät-, Waffenmeisterwerkzeug-, Werkstatt- und Munitionswagen der Gebirgs-Minenwerferkompaninen
- als kleiner Packwagen mit Feldschmiede und Kavallerie-Eskadronsschmiedewagen
- als Munitionswagen der Gebirgsbatterien

Im Heer wurden die Fahrzeuge bei den neun Jäger- und drei Gebirgsjägerkompanien sowie bei den vier Jäger-, Gebirgsjäger-Maschinengewehr- und Gebirgs-Minenwerferkompaninen eingesetzt. Zwei Gebirgsbatterien mit der 7,5-cm-Gebirgskanone 15 (Skoda) standen je 22 kleine Feldwagen 16 zu.
Auch wenn die Ausführung des gefederten kleinen Feldwagen (Hf. 3) nicht sehr effektiv war, da die Federung Schäden am Fahrzeuge verursachte, wurde auch dieses Fahrzeug in zwei Varianten eingesetzt, zum einen als Nachrichtengerätwagen (Hf. 3/1), gefedert, und zum anderen als Leichter Fernsprechwagen (Hf. 3/2), gefedert.

### Einsatz bei der Wehrmacht
Durch den Ausbau der Gebirgstruppe des Heeres von einer Brigade in den Jahren 1937 und 1938 auf drei Divisionen bis zum 26. August 1939 wurde der Bedarf und Bestand an keinen Feldwagen erheblich vergrößert. So gab es bei den Verpflegungstrossen in den Stabskompanien der Gebirgsjägerbataillone gemäß dem Kriegsstärkenachweis (KStN) Nr. 143 vom 1. November 1941 vier zweispännige Verpflegungswagen (Hf. 3). Der Gebirgsschallmesstrupp (KStN Nr. 173 vom 1. Dezember 1942) verfügte über einen vierspännigen Gerätwagen (Hf. 3). Eine Gebirgsbatterie mit vier Geschützen verfügte über (KStN 428 vom 1. November 1941) zwei zweispännige kleine Fahnenschmiedwagen (Hf. 3/12), einen zweispännigen Vorratswagen (Hf. 3) und vier zweispännige Verpflegungswagen (Hf. 3). Die Beladung war unterschiedlich und hing von der jeweiligen Nutzung der einzelnen Waffengattungen ab. Sie war durch Beladepläne in Vorschriften festgelegt.
Da die Herstellung des kleinen Feldwagens (Hf. 3) aufwendig und teuer war, wurde ab 1943 zunehmend auf Ersatzfeldwagen, Panjewagen oder landesübliche Fahrzeuge zurückgegriffen.

## Lackierung
Die ersten Proviantwagen 16 erhielten eine feldgraue oder buntfarbene Lackierung. Spätere Modelle wurden feldgrau (RAL 6006), dunkelgelb (RAL 7028) oder auch olivgrün (RAL 6003) oder weiß (RAL 9001) lackiert.